# Beamerella
Beamerella is een geslacht van wantsen uit de familie van de Miridae (Blindwantsen). Het geslacht werd voor het eerst wetenschappelijk beschreven door Knight in 1959.

## Soorten
Het genus bevat de volgende soorten:

- Beamerella acutascuta (Brennan, 1958)
- Beamerella balius (Froeschner, 1965)
- Beamerella latiscuta (Goff & Brennan, 1978)
- Beamerella personata (Knight, 1959)
- Beamerella subacutascuta (Vercammen-Grandjean, 1967)